# N311 (België)
De N311 is een gewestweg in België tussen Geluwe (N8) en de Franse grens tussen Wervik en Wervicq-Sud (Zuid-Wervik), waar de weg overgaat in de D9. De weg is ongeveer 5 kilometer lang.
De gehele weg bestaat uit totaal 2 rijstroken voor beide richtingen samen, op een groot deel van de route is echter geen belijning aanwezig.